# Лучезарнова, Евдокия Дмитриевна
Евдоки́я Дми́триевна Лучеза́рнова (предыдущие фамилии: Орлова, Марченко; литературный псевдоним Радастея; род. 19 сентября 1952, Щучье, Курганская область) — российский писатель, лектор, основатель общественной организации «Радастея», относимой к опасным (деструктивным) новым религиозным движениям. Член Союза писателей России.

## Биография
Евдокия Дмитриевна родилась 19 сентября 1952 года в городе Щучье Щучанского района Курганской области. Имя Евдокия было дано в честь бабушки.
В 1974 году окончила физический факультет Уральского государственного университета им. А. М. Горького.
В 1974—1988 годах работала в Конструкторском бюро машиностроения (ныне АО «Государственный ракетный центр имени академика В. П. Макеева»), город Миасс Челябинской области. Одновременно в 1983—1990 годах руководила группой ритмической гимнастики с элементами релаксации на базе спорткомплекса «Заря» (г. Миасс) для женщин всех возрастов. Одновременно в 1987—1989 годах работала в САПФИР (Система автоматизированной психо-физической разгрузки), где использовала методы иглорефлексотерапии, иридодиагностики, аурикулодиагностики, диагностики по Фолю, КВЧ-инициации, капсулорелаксации (с использованием цвета, звука, аромата) при совместных исследованиях с МСЧ-92 г. Миасса по диагностике и лечению различных заболеваний.
С 1989 года проводит лекции, пишет книги по ритмологии под литературным псевдонимом Радастея.
С 1990 года работала заведующей отделом здорового образа жизни в туристско-экскурсионным объединением «Ильмены».
В 1991 году организовала конференцию, посвященную «оздоровительным системам организма человека» (г. Каменск-Уральский). Создала общественную организацию «Исцеление через духовность».
В 1996—1997 годах преподавала курс «Основы ритмологии» в Уральском государственном техническом университете (Екатеринбург).
В 1998 году основала центр «РАДАВИТА» для обучения методу РИТМ — РИТМИКА — РИТМОЛОГИЯ, международную сеть салонов-магазинов «Живая книга». 11 ноября 1998 года образовано ООО "Авторский Центр «Радатс», где доля Лучезарновой составляет 55 %.
В 2001 году в составе небольшой группы единомышленников высадилась на льдину в районе Северного полюса, прилетев туда на вертолёте.
В июне 2001 года в лагере организации «Радостея», возглавляемой Марченко, пропали два подростка. В отношении организаторов лагеря было возбуждено уголовное дело по статье «Оставление в опасности». Спустя более чем 20 лет дети так и не были найдены. При встрече с родителями одного из пропавших детей Марченко не смогла объяснить произошеднее.
До 2003 года возглавляла общественную организацию Институт ритмологии (ИрлЕМ, «Радастея»), основаную в начале 1990-х годов (официально зарегистрирована 21 октября 2002 года как негосударственное научно-образовательное учреждение «Институт ритмологии Евдокии Марченко» (ННОУ «ИрлЕМ»), 23 августа 2016 года преобразовано в Частное научное учреждение «Институт ритмологии Лучезарновой Евдокии» (ЧУ «ИрЛЕм»)).
В 2005 году «с целью исследования влияния времени на человека в разных точках земного шара» Евдокия Марченко совершила экспедиции: 1 сентября 2005 года на атомном ледоколе «Ямал» прибыла на Северный полюс; 19 декабря 2005 года самолётом из Пунта-Аренас прибыла на станцию Амундсен-Скотт (Южный полюс). Также совершила 2 кругосветные экспедиции: с 7 мая по 21 мая 2006 года на самолёте «Гольфстрим» совершила облёт земного шара вдоль экватора, а затем, с 17 ноября по 13 декабря 2007 года, вдоль 0 и 180 меридианов.
13 января 2015 года создано ООО «КРИСТАЛЛИЯ», где Лучезарнова была соучредителем до 8 мая 2018 года.

## Учение
«Радастея» — международная общественная организация, относимая многими исследователями к опасным (деструктивным) сектам.
Согласно учению организации «Радастея», мир делится на «непроявленный» (духовный) и «проявленный» (материальный). Жизнь произошла от двухсот духов, ставших людьми. Для того, чтобы человек правильно действовал на Земле, необходимо управлять временем.
По примерным подсчетам, в 2016 году «радастейцев» около 10 тысяч человек. Основное занятие в «Радастее» — это чтение «ритмов» — стихов, придуманных самой Евдокией. Ритмы не имеют смысла, поэтому их надо заучивать наизусть. Одни и те же книги нужно обязательно покупать по нескольку раз, потому что на книгу наложен «поток космоса», а он в каждом экземпляре разный. По некоторым подсчётам, для «просветления» необходимо не меньше миллиона рублей.

## Творчество
Автор четырехсот книг по разным направлениям: научное, философское, социальное, художественное, поэмы, стихи, ритмы, фантастика.
- Книга «Время России» (2017)

## Награды
- Член Союза писателей России, от которого получила ряд наград, а именно:
- Большая литературная премия России, 2017 год, за книгу «Время России»[6].
- Литературная премия «Традиция» Союза писателей России, 5 февраля 2016 год.[источник не указан 116 дней]
- Золотая Есенинская медаль, 2007 год, Союз писателей России[источник не указан 116 дней]
- Золотая медаль Василия Шукшина, 2016 год, правление Союза писателей России.[источник не указан 116 дней]